# Coupe du Portugal de football 1952-1953
Navigation
1951-1952 1953-1954

La Coupe du Portugal de football 1952-1953 est la 13e édition de la Coupe du Portugal de football, considéré comme le deuxième trophée national le plus important derrière le championnat. 
La finale est jouée le 28 juin 1953, au stade national du Jamor, entre le Benfica Lisbonne et le FC Porto. Le Benfica remporte son septième trophée en battant le FC Porto 5 à 0.

## Finale
| 28 juin 1953 | Benfica Lisbonne | 5 - 0   | FC Porto | Stade national du Jamor  |                          |
|              |                  | (3 - 0) |          | Arbitrage : Braga Borros | Arbitrage : Braga Borros |
|              | Feuille de match |         |          | Arbitrage : Braga Borros | Arbitrage : Braga Borros |